# Os Estagiários
The Internship (bra/prt: Os Estagiários) é um filme de comédia estadunidense, dirigido por Shawn Levy, escrito por Vince Vaughn e Jared Stern e produzido por Vaughn e Shawn Levy. O filme é estrelado por Vince Vaughn e Owen Wilson. Este foi o segundo filme com colaboração de Levy, Vaughn, e Stern após The Watch, que foi lançado em 2012. Foi lançado nos cinemas norte-americanos em 7 de junho de 2013 e nos cinemas brasileiros em 30 de agosto de 2013.

## Sinopse
Em 2013, Billy McMahon e Nick Campbell (Vince Vaughn e Owen Wilson), vendedores experientes que estão na casa dos quarenta anos de idade, ficam desempregados, pois a empresa de relógios onde trabalhavam fechou.
Depois de algum tempo, Billy consegue uma entrevista de emprego na Google Inc.; apesar de não conhecerem nada sobre mídias digitais, conseguem vagas como estagiários; juntamente com a dupla há centenas de outros candidatos, muito mais jovens e especializados do que eles.
É solicitada a divisão dos candidatos em vários grupos, que serão avaliados em diversos aspectos; o de melhor desempenho, garante a efetivação dos seus membros.
Billy e Nick ficam no grupo "dos que sobraram": Stuart (Dylan O'Brien), que está sempre com seu smartphone; Yo-Yo (Tobit Raphael), um descendente asiático que sofre com a rígida educação dada por sua mãe; Neha (Tiya Sircar), uma descendente indiana que externa sua hipersexualidade. Outro estagiário, Graham (Max Minghella), se torna o antagonista, liderando a melhor equipe e praticando bullying com a equipe dos protagonistas.
Apesar da tensão inicial, o grupo, durante uma partida de quadribol trouxa, uma das tarefas, consegue desenvolver um senso de equipe e conseguem superar as diferenças, e usando o que cada um tem de melhor, tentarão realizar o sonho de trabalhar no Google.

## Atores
- Owen Wilson como Nick Campbell
- Vince Vaungh como Billy McMahon
- Dylan O'Brien como Stuart Twombly
- Rose Byrne como Dana
- Tobit Raphael como Yo Yo Santos
- Josh Brener como Lyle Spaulding
- Tiya Sircar como Neha Patel
- Max Minghella como Graham Hawtrey
- Joanna Garcia como Megan
- John Goodman como Sammy Boscoe
- Aasif Mandvi como Sr. Chetty
- Josh Gad como Headphones
- Rob Riggle como Randy
- Will Ferrell como Cunhado de Nick
- Gary Anthony Williams como Bob Williams
- B.J. Novak como entrevistador
- Raiane como Wanessa Alex
- Eric André como Sid

## Recepção
O Metacritic, que usa uma média ponderada, atribuiu ao filme uma pontuação de 42 em 100, baseado em 36 críticos, indicando críticas "mistas ou médias".